# Fractie-Otten
Fractie-Otten was een fractie in de Nederlandse Eerste Kamer.
Op 28 juli 2019 verliet Henk Otten, lid van de fractie van Forum voor Democratie (FVD), deze fractie en vormde de fractie-Otten. Op 20 augustus 2019 voegden Dorien Rookmaker en Jeroen de Vries, beiden eveneens afkomstig uit de fractie van FVD, zich bij de fractie-Otten.
Rookmaker trad op 10 februari 2020 af als lid van de Eerste Kamer in verband met haar benoeming als lid van het Europees Parlement.
Op 15 december 2020 werd Robert Baljeu benoemd in een tijdelijke vacature t/m 14 februari 2021, ontstaan door het zwangerschapsverlof van Annabel Nanninga (FVD). Na zijn benoeming liet hij weten zich aan te sluiten bij de fractie-Otten. Op 15 februari 2021 keerde Nanninga terug van verlof en ging deze zetel naar de fractie-Nanninga (voorheen fractie-Van Pareren).